# Parlamento do Reino Unido
O Parlamento do Reino Unido da Grã-Bretanha e Irlanda do Norte é o corpo legislativo supremo do Reino Unido e territórios britânicos ultramarinos. Por si só tem soberania parlamentar, o que lhe confere poder soberano sobre todos os outros corpos políticos do Reino Unido e seus territórios. É encabeçado pelo monarca do reino (atualmente o Rei Carlos III).
O parlamento é composto por duas câmaras, sendo a câmara alta denominada por Casa ou Câmara dos Lordes, e a câmara baixa, por Casa ou Câmara dos Comuns do Reino Unido. O Monarca é o terceiro componente do parlamento.
As duas câmaras se reúnem no Palácio de Westminster em Londres. Por ato constitucional todos os ministros do governo, incluindo o Primeiro-ministro, são membros da Câmara dos Comuns ou da Câmara dos Lordes. E assim também fazem parte do corpo legislativo.
O Parlamento do Reino Unido foi formado em 1707, após a ratificação do Tratado de União quando o Parlamento da Inglaterra e o Parlamento da Escócia passaram a ser um único parlamento. O parlamento cresceu ainda mais após o Ato de União de 1800 quando o Parlamento Irlandês foi adicionado ao recém-criado Parlamento da Grã-Bretanha.
O Parlamento da Inglaterra por si só tem evoluído desde a Idade Média sendo o maior órgão legislativo do mundo anglófono e fazendo com que a Inglaterra seja intitulada "The Mother of Parliaments" (A Mãe dos Parlamentos). A casa mais poderosa do parlamento é a Casa dos Comuns.
Durante a Idade Média e até o início da Idade Moderna a região da Grã-Bretanha possuía quatro reinos distintos e cada um com seus respectivos parlamentos. Os Atos das Leis em Gales 1535-1542 anexaram o País de Gales à Inglaterra, o Tratado de União de 1707 criou o Reino Unido da Grã-Bretanha e o Ato de União de 1800 criou o atual Reino Unido.
O parlamento inglês teve origem após a província romana da Britânia. Em 1066, Guilherme I de Inglaterra trouxe para a Inglaterra um sistema feudal no qual era necessário um conselho para avaliar as leis que seriam instituídas. Em 1215, o Conselho já mostrava o seu poder obrigando o Rei João a assinar a Magna Carta, limitando assim o poder dos monarcas.
O atual parlamento teve origem em 1200 durante o reinado de Eduardo I de Inglaterra, neto de João, que convocou o parlamento várias vezes junto aos religiosos e burgueses com o objetivo de delimitar as respectivas leis.

## Composição
Os dois elementos chave na política do Reino Unido são a Coroa do Reino Unido e o próprio parlamento. Os membros do parlamento, composto por duas câmaras, não podem fazer parte das duas casas ou trocar de câmara arbitrariamente. Como cargo histórico, a Coroa ainda é muito poderosa e exerce poder sobre todas as outras câmaras e partidos podendo até dissolver as câmaras, criar novos tratados, declarar guerras ou nomear os presidentes das câmaras. O monarca também escolhe o primeiro-ministro, que em seguida terá poder sobre as câmaras.
Os Lordes Espirituais eram os clérigos que representavam a Igreja da Inglaterra, mas foram dissolvidos durante o reino de Henrique VIII de Inglaterra. Todos os bispos diocesanos continuaram com lugar no parlamento, mas um novo tratado determinou que apenas 26 bispos ocupariam lugar no parlamento, estes são o Arcebispo da Cantuária, o Arcebispo de York, o Bispo de Londres, o Bispo de Durham e o Bispo de Winchester. Os outros 21 Lordes Espirituais são os mais altos bispos diocesanos, classificados por ordem de consagração.
Os Lordes Temporais são todos membros da nobreza e eram hereditários. Os direitos de lugares hereditários no parlamento têm origem em 1707. Dos cargos hereditários apenas 92 mantém seus lugares no parlamento.
Todas as leis que fazem parte da Constituição do Reino Unido devem ser aprovadas pelo parlamento.

## Funções
As leis sancionadas pelo parlamento britânico são válidas em todo o Reino Unido, porém algumas leis não são no território da Escócia devido a um acordo político ratificado em 1999 no qual é bem claro que a Escócia possui uma legislatura particular, o Parlamento Escocês. Embora qualquer lei do parlamento escocês possa ser anulada pelo parlamento britânico, elas têm de ser ratificados para o povo escocês como uma forma de validação da Constituição da Escócia.
Além das funções legislativas, o parlamento também exerce funções judiciárias. O monarca constitui o mais alto juiz, mas o Privy Council também exerce poder sobre algumas jurisdições.
Algumas outras funções jurisdicionais têm sido realizadas pela Câmara dos Lordes. No caso de impeachment por parte dos membros, a Câmara dos Comuns basicamente inicia a ação judicial e a Câmara dos Lordes julga com todo um conselho jurídico.
De acordo com os juristas, o parlamento tem soberania em todo o território do Reino Unido e poder para extinguir leis, ampliá-las ou reduzi-las. O poder parlamentar do Reino Unido frequentemente é controlado na Constituição do Reino Unido.

## Procedimentos

Diagrama de funcionamento do processo legislativo no Parlamento do Reino Unido.

- Primeira Leitura - Não ocorre votação, o projeto de lei é apresentado, impresso e é marcada a data da Segunda Leitura.
- Segunda Leitura - Debate dos princípios gerais do projeto de lei seguido por uma votação.
  - Fase das Comissões - As comissões analisam cada artigo do projeto de lei
  - Fase dos Relatórios - Oportunidade para propor emendas ao projeto de lei
- Terceira Leitura - Debate e votação do texto final a ser entregue a Câmara dos Lordes.
- Primeira Leitura - Mesmos procedimentos
  - Fase das Comissões - Mesmos procedimentos
  - Fase dos Relatórios - Mesmos procedimentos
- Segunda Leitura - Mesmos procedimentos
- Terceira Leitura - Mesmos procedimentos
- Passagem - O projeto de lei retorna à primeira Câmara.
- Exame minucioso para considerar todas as emendas
- O texto é processado para o Consentimento Real, se aprovado, vira lei.